# Marta Cid
Marta Cid i Pañella (Amposta, 29 de julio de 1960) es una política española miembro de Esquerra Republicana de Catalunya y diputada en el Parlamento de Cataluña por la circunscripción de Tarragona. Fue Consejera de Educación de la Generalidad de Cataluña desde febrero de 2004 hasta mayo de 2006. Actualmente (abril de 2007) es responsable de la Secretaría de Acción Política de la Federación del Ebro, Miembro de la Comisión Permanente de Esquerra, diputada en el Parlamento de Cataluña y candidata a la alcaldía de Amposta.

## Trayectoria personal
Marta Cid es licenciada en Psicología, diplomada en Magisterio y postgraduada en Logopedia por la Universidad de Barcelona. Fue profesora de EGB entre 1982 y 1987 y psicóloga y logopeda de la Escuela de Educación Especial y Taller Ocupacional de Amposta (APASA) de 1987 a 2000). Es coautora del libro PHN: la raó d'Estat contra l'Ebre i la Terra.
Marta Cid practicó el handbol hasta el año 1984 y fue fundadora del Club Handbol Amposta Atlètic. Ha sido miembro fundador de la Coordinadora Antitransvasaments (Coordinadora Antitrasvase) y colaboradora de diversas entidades y asociaciones culturales de Amposta.

## Trayectoria política
Cid es militante de Esquerra Republicana de Catalunya desde 1978, y ha ocupado diferentes cargos orgánicos. Ha sido presidenta de la sección local de Esquerra en Amposta, presidenta de la Federación Comarcal del Montsiá, presidenta regional de Esquerra en las Tierras del Ebro y responsable de la Secretaría de Relaciones Parlamentarias de Esquerra en la Federación del Ebro. También ha sido miembro del Ejecutiva Nacional de Esquerra para el desarrollo de sus cargos territoriales y de Gobierno. Ha sido cabeza de lista de la circunscripción de Tarragona en las elecciones diversas veces, así com integrante de la lista del Parlamento de Cataluña para la circunscripción de Tarragona. En 2000 fue presidenta del Consejo Nacional de Esquerra.
A nivel institucional, Marta Cid es regidora del Ayuntamiento de Amposta desde 1993, consejera comarcal y vicepresidenta del Consejo Comarcal del Montsiá entre 2000 y 2002, senadora de la Entesa Catalana de Progrés para la circunscripción de Tarragona (2000 - noviembre de 2003), diputada en el Parlamento de Cataluña (noviembre de 2003 - febrero de 2004) y, en el que ha sido su más alto cargo institucional, consejera de Educación de la Generalidad de Cataluña (febrero de 2004 - mayo de 2006).
| Predecesor: Josep Bargalló | Consejera de Enseñanza de la Generalidad de Cataluña 2004 – 2006 | Sucesor: Juan Manuel del Pozo Álvarez |